# Festival Internacional de Cine de Haifa
El Festival Internacional de Cine de Haifa (en hebreo: פסטיבל סרטים הבינלאומי חיפה‎; en inglés: The Haifa International Film Festival) es un festival de cine anual que se lleva a cabo cada otoño, durante los días festivos de la semana de Sucot, en Haifa, Israel. La sede del evento tiene lugar en el complejo del "Centro Rappaport para la Cultura y las Artes", Auditorio de Haifa, en el corazón del Monte Carmelo. Su 34.ª edición se celebró entre los días 22 de septiembre y 1 de octubre de 2018.

## Historia
El festival fue creado en 1983 por Joseph Gluzman, entonces secretario de la ciudad de Haifa y vicepresidente de la Fundación Haifa Artes, Anat Asherov, directora de la película "Comet" y Yossi Oren, entonces director de la Cinemateca Haifa, y fue el primero a nivel internacional que se realiza en Israel. Con los años se ha convertido en el evento cinematográfico más importante del país.  
El Festival Internacional de Cine de Haifa atrae a una amplia audiencia de espectadores y de profesionales de medios de comunicación de Israel y del extranjero. A lo largo de la semana se llevan a cabo proyecciones especiales de 170 estrenos cinematográficos. Además de películas seleccionados durante todo el día en siete salas, el festival cuenta con proyecciones al aire libre. Las categorías del festival son largometrajes, documentales, animación, cortometrajes, retrospectivas y homenajes.
La Junta Directiva está compuesta por profesionales del cine y la cultura, así como también de figuras públicas. El festival está auspiciado por la ciudad de Haifa, el Ministerio de Educación, el Consejo de Cine de Israel y la Unión Europea, así como empresas comerciales.

## Premios
En el Festival Internacional de Cine de Haifa de 2011 se otorganon los siguientes premios, a cargo de un jurado propio para cada sección:
| Premio                                             | Sección | Dotación (NIS) | Notas                                                |
| -------------------------------------------------- | ------- | -------------- | ---------------------------------------------------- |
| Concurso de Cine Internacional                     |         |                |                                                      |
| Premio Ancla de Oro al Largometraje                | Oficial |                | Patrocinado por la Cadena de Televisión Francesa TV5 |
| Premio FEDEORA                                     | Oficial |                | Los cineastas del mañana - Competencia FEDEORA       |
| Concurso de Cine Israelí                           |         |                |                                                      |
| Premio Ancla de Oro al Largometraje Israelí        | Oficial | 100 000        |                                                      |
| Premio al Mejor Actor                              | Oficial | 15 000         |                                                      |
| Premio a la Mejor Actriz                           | Oficial | 15 000         |                                                      |
| Premio Jack Naylor Dirección de Fotografía         | Oficial | 20 000         |                                                      |
| Premio Sharon Amrani Película para la Televisión   | Oficial | 20 000         |                                                      |
| Premio Israel Film Center in New York Distribution | Oficial |                |                                                      |
| Premio al Mejor Documental                         | Oficial | 40 000         |                                                      |

2003: Los Niños de la Tiña/Yaldei Hagazezet, producida por el Centro de Comunicaciones de Dimona y dirigida por Asher Nachmias y David Balchasan sobre el tema del Caso de la tiña.